# Döğüşören, Köprübaşı
Döğüşören là một xã thuộc huyện Köprübaşı, tỉnh Manisa, Thổ Nhĩ Kỳ. Dân số thời điểm năm 2011 là 113 người.